# Сотир Марчев
Проф. д-р Сотир Тодоров Марчев, дмн е български кардиолог, Началник на Клиника по кардиология към Медицински институт на МВР. Почетен член (FESC) на Европейското кардиологично дружество. Републикански консултант по кардиология е от 2014 г. Член на Изпитна комисия за Държавен изпит за придобиване на специалност „Кардиология“.

## Образование
Приет е за студент по медицина без приемни изпити на базата на първо място в страната на Републиканската ученическа олимпиада по биология от 1979 г., Факултет за обществени професии при Медицинска академия. Завършва Медицинска академия, Висш медицински институт – София, Медицински факултет – София от 24 ноември 1987 г. Има две специалности – по кардиология и по вътрешни болести. Специализирал е в Осака, Виена, Белград Доктор Марчев изучава инвазивна кардиология и електрофизиология, кардиостимулация, ехокардиография и др. Главен изследовател в над 40 международни многоцентрови проекта в областта на кардиологията. Към 2021 г. той има над 200 публикации в авторитетни международни и български медицински издания и участия в над 150 научни форума в областта на компетециите си. Преподава на студенти и специализанти по кардиология. Автор на ръководства за клиничната кардиологична практика.
Доктор е и член на Управителния съвет на Българска асоциация по ултразвук в медицината. Има Европейска акредитация по ехокардиография. Публикува на 3 март 1998 г. своят български медицински уеб сайт, който поддържа и до днес. През 2005 г. описва първите български пациенти със Стрес – индуцирана (Такоцубо) кардиомиопатия. Главен изследовател на първото в историята на българската кардиология клинично проучване фаза 1а. Защитена кандидатска дисертация в областта на тъканната доплер ехокардиография и докторска дисертация върху стрес индуцираната кардиомиопатия. Автор на четените български медицински учебници „Как се преслушва сърце, бял дроб и корем“, „Как се разчита ЕКГ“ и др.
Между 2006 – 2010 г. е водещ в здравната рубрика на сутрешния блок „Сутрин в 7“ по телевизия Tv7. Също така
взима участие и като специалист–кардиолог в ежеседмичното телевизионно предаване „Специалистите“ по Нова телевизия
през 2012 г.

### Допълнителни квалификации
- специалност здравна култура (№ 000229 от 21 май 1986 г.)[1]
- специалност превод на медицинска литература (английски език) (№ 000481 от 18 май 1988 г.)[1]
- магистратура бизнес администрация със специализация здравен мениджмънт (№ 002970 от 20 февруари 2009 г.) Университет за национално и световно стопанство – София[3]

## Специализации
Доктор Сотир Марчев във връзка с професионалното си развитие придобива следните специализации в различни научни институти в Европа и Азия:
- Специализаця по кардиостимулация в Университетската болница в Белград при проф. Горан Милашинович[3]
- Специализаця по инвазивна кардиология и електрофизиология в Япония, в Университетска клиника по кардиология в Осака[3]
- Специализаця по във Виена към Европейското кардиологично дружество[3]

## Академични длъжности
През годините на своята професионална кариера доктор Марчев последователно е асистент (от 1988 г.), старши асистент (от 1991 г.), главен асистент (от 1996 г.), главен административен асистент (от 2003 г.) по кардиология към Медицински университет – София. От 2013 до 2014 г е доцент в Медицински университет – Плевен. От 11 юни 2012 придобива образователна и научна степен доктор по научна специалност кардиология, а от 3 септември 2018 е доктор на науките по кардиология. Като началник на клиниката по ендокринология и болести на обмяната към Медицински институт на МВР на 15 септември 2021 г. се явява на конкурс за заемане на академична длъжност професор. Със заповед №1458 – 15 юли 2013 г. на Ректора на МУ-Плевен, е доцент по кардиология към Медицински университет – Плевен. От 20 октомври 2021 г. е професор по кардиология към Медицински институт на МВР.

## Специалности
- вътрешни болести (№ 38776 от 15 януари 1992 г. от Медицинска академия, Висш медицински институт – София)
- кардиология (№ 42533 от 2 февруари 1994 г. от Медицинска академия, Висш медицински институт – София)
- ехокардиография от Европейското Кардиологично Дружество – 2004 г.[3]
- Свидетелство за професионална квалификация за правоспособност по Ехокардиография; експертно ниво. Трансторакална ехокардиография. Трансезофагеална ехокардиография. Стрес ЕхоКг“(№326 от 26 април 2006 г. от Медицински университет – София) на основание на Заповед № Р; 364/20 юни 2006 г. на Ректора на МУ – София чл. кор проф. д-р Владимир Овчаров, д.м.н.
- Удостоверение за правоспособност да извършва диагностични и терапевтични дейности под рентгенов контрол (подновено на 24 април 015 г. с регистрационен номер DR; 7108) от Военномедицинска академия
- Свидетелство за професионална квалификация за правоспособност по инвазивна кардиология (Серия ПК, №260)
- Свидетелство за професионална квалификация за правоспособност по кардиостимулация Експертно ниво l; (Серия ПК, №16)

## Членства
- Член на Дружеството на кардиолозите в България от 1988 г. От 2002 до 2004 г. секретар, от 2004 до 2006 г. заместник-председател, а от 2006 г. до 2010 г. председател на Работната група по ехокардиография към дружеството.[3]
- Член на Българския лекарски съюз (УИН 23 0000 8763); Столична лекарска колегия (Рег. карта № 5070 от 12 февруари 1999 г.)
- Член на Европейското кардиологично дружество (ESC) от 1997 г., почетен член (FESC); от 2009 г. (Id 35562)[3]
- Член на Европейската асоциация по ехокардиография от 2002 г.[3]
- Член на Българската асоциация по медицински ултразвук от 1997 г.[3]
- Член на Европейската федерация по медицински ултразвук (EFSUMB)
- Член на Европейската асоциация по перкутанни коронарни интервенции (EAPCI) от основаването ѝ през 2015 г.

## Принос в медицината
- 2005 – 2019 – главен изследовател в 39 мултицентрови международни сърдечно – съдови проучвания (JUPITER, SHIFT, RED-HF, PLATO, CL3-057- ASSOCIATE, CL3-16257-068, ATLAS фази II и III, Rocket AF, RE DEEM, EFC41, Encysive/Pfizer B1321001, 1002 и 1003, CLCZ696B2314- PARADIGM HF, SPIRE HF, SPIRE – B1481022, SPIRE –2, PIONEER AF-PCI, MEIN/10/Ran-Cad/003, RE-DUAL PCI, MARINER, AEGIS, AEGIS-II, DU-176b-F-E308, RIVAROX ACS2002 Gemini, SPIHF 101 и SPIHF 202, Esperion, Augustus, Panteon, Panache, Vitality, Avanti, Prominent, Actelion Serenade и Select) фази от 1a до 4 [7]
- 1998 – 2012 – подизследовател в 5 мултицентрови международни сърдечно – съдови проучвания (MAGIC, HERO-2, ESTEEM, EXTRACT TIMI 25, TAO)
- 2008 – 2010 – национален координатор на мултицентрово международно проучване на Pfizer- Revatio А1481243
- GCP сертификат – последно актуализиран на 24 април 2019 г.

## Награди
- 1979 г. – Златен медал за отличен успех в Политехническа гимназия (бивша солунска) „Кирил и Методий“ – гр. Благоевград
- 2009 г. – Плакет на Европейското кардиологично дружество за активна дейност в Европейската асоциация по ехокардиография връчен на EAE Summit на 3 – 4 юли 2009 в European Heart House в Sophia Antipolis, Франция
- 2009 г. – Плакет на Европейското кардиологично дружество по повод избора за почетен член (FESC) връчен на Европейския конгрес по кардиология в Барселона
- 2010 г. – Сертификат за достижение (Certificate of Achievement) от проф. Eugene Braunwald за проучването ATLAS ACS TIMI 46
- 2012 г. – Плакет на Медицински университет – Плевен за придобиване на образователна и научна степен „доктор“ по научна специалност „Кардиология“ – Заповед №1718 от 4 октомври 2012 г. на Ректора на МУ- Плевен проф. д-р Григор Горчев, дмн на основание Решение на Академичния съвет при МУ – Плевен, Протокол №31 от 24 септември 2012 г.
- 2012 г. – Сертификат за признание за успешно партньорство с общопрактикуващите лекари и принос за развитие на общата медицина в България от Сдружението на Общопрактикуващите лекари в София област /СОЛСО/. Връчен на Годишна конференция на Сдружението на общопрактикуващите лекари в София област. Белчин Гардън, 22 септември 2012 г.
- 2013 г. – Плакет на Медицински университет – Плевен за придобиване на академична длъжност „Доцент“ по научна специалност „Кардиология“ – Заповед №1948 от 24.09.2013 г. на Ректора на МУ- Плевен проф. д-р Славчо Томов, дмн на основание Решение на Академичния съвет при МУ – Плевен, Протокол №8 от 23.09.2013 г.
- 2014 г. – Грамота от списание „Кардио Д“ за съдействието при издаване на списанието
- 2014 г. – Сертификат „Лекар, на когото българите вярват“ – избор на читателите на вестник „24 часа“ за 2014/2015 г. – под патронажа на председателя на Народното събрание
- 2015 г. – Сертификат за достижение (Certificate of Achievement) от проф. Michael Gibson (Harvard Medical School) за проучването PIONEER AF-PCI
- 2016 г. – Сертификат „Лекар, на когото българите вярват“ – повторен избор на читателите на вестник „24 часа“ за 2015/2016 г. – под патронажа на председателя на Народното събрание Ц. Цачева
- 2017 г. – Приз за цялостен принос за развитието на ехокардиографията и образната диагностика в България присъден от Фондация за неинвазивна образна диагностика в кардиологията
- 2017 г. – Сертификат „Лекар, на когото българите вярват“ – пореден избор на читателите на вестник „24 часа“ за 2016/2017 г. – под патронажа на председателя на Народното събрание Д. Главчев
- 2018 г. – Отличие Златна монета „Писменост“ за принос към развитието на българската наука в медицината от Съвета на Европейската научна и културна общност в чест на Трети март 2018 г.
- 2021 г. – Отличие „Варна Ехо“ за изявен лектор
- 2022 г. – Нагръден знак на Медицинския институт на МВР за развитие на лечебното заведение и доказан професионализъм по случай 7-и април
- 2022 г. – Сертификат „Лекар, на когото българите вярват“ – пореден избор на читателите на вестник „24 часа“ за 2022 г.

## Избрани публикации
- Марчев, Сотир. Как се преслушва сърце, бял дроб и корем.   Общ код, 1993, 1997. ISBN 954-799-077-2.
- Марчев, Сотир. Как се разчита електрокардиограма.   Общ код, 1993, 1999, 2001, 2009, 2014. ISBN 954-799-137-X.
- Марчев, Сотир. Как се разчита рентгенография на сърце и бял дроб.   1994.

- Coronary angioplasty abolishes postsystolic shortening in stable angina pectoris. European Journal of Echocardiography. 2003; 4: S1
- Hypertensive left ventricle: different remodeling – different longitudinal function. Echocardiography. 2004; 4:359
- Марчев, Сотир. Кардиология – пътят до диагнозата.   ИК ВАП, 2011. ISBN 978-954-8326-16-2.
- Tacotsubo in Bulgaria. Euroecho 11, Lisbon 5 – 8 Dec 2007
- Novel Mitochondria-Targeting Peptide in Heart Failure Treatment: A Randomized, Placebo-Controlled Trial of Elamipretide. Circ Heart Fail. 2017 Dec;10 (12). pii: e004389. doi: 10.1161/CIRCHEARTFAILURE.117.004389[8]

### Интервюта
- Стресът докарва на жените сърдечен такоцубо синдром //   24chasa.bg, 4 октомври 2014. Посетен на 17 ноември 2022.
- Съветите на д-р Сотир Марчев за здраво сърце //   bntnews.bg, 27 декември 2019. Посетен на 17 ноември 2022.
- Коронавирусът не може да проникне в тялото през кожата //   faktor.bg, 26 юни 2020. Посетен на 17 ноември 2022.
- Големият сърдечносъдов грях не е затлъстяването, а обездвижването //   24chasa.bg, 12 ноември 2021. Посетен на 17 ноември 2022.
- Ако имате проблеми, начинът да ги оправите е да отслабнете малко //   btvnovinite.bg, 13 ноември 2021. Посетен на 17 ноември 2022.